# David García Dapena
David García Dapena (Marín, 30 settembre 1977) è un ex ciclista su strada spagnolo.
Professionista dal 2000 al 2010, si è ritirato dopo essere stato sospeso per doping per la positività alla Vuelta a España 2010.

## Carriera
Buon passista, passò professionista nel 2000 con la squadra portoghese Cantanhede-Marquês de Marialva, distinguendosi per anni in corse minori lusitane.
I primi successi di un certo rilievo giunsero nel 2008, quando si aggiudicò sia la classifica finale del Giro di Turchia che la quindicesima tappa della Vuelta a España (da Cudillero a Ponferrada), in solitaria e al termine di una lunga fuga a sedici.
Anche il 2009 si rivelò un anno positivo: oltre ad una tappa al Giro di Turchia, si impose nella classifica finale della Vuelta a La Rioja. Al termine della Vuelta a España 2010, conclusa all'undicesimo posto, viene resa nota la sua positività all'Hes (idrossietilamido), una sostanza che fluidifica il sangue, in seguito a un controllo del 16 settembre. Viene poi resa nota anche la positività all'EPO, in un controllo del 13 settembre.
Successivamente viene squalificato per due anni dalla federazione spagnola.

## Palmarès
- 2000

tappa Volta a Portugal do Futuro
- 2001

4ª tappa Grand Prix Philips
- 2002

ª tappa Grand Prix Cantanhede
- 2003

1ª tappa Grand Prix Abimota
2ª tappa Grand Prix Cantanhede
- 2004

4ª tappa Volta a Santa María da Feira
2ª tappa Volta a Tras os Montes
- 2005

4ª tappa Grand Prix Abimota
- 2006

1ª tappa Volta a Santa María da Feira
- 2008

Classifica generale Presidential Cycling Tour of Turkey
15ª tappa Vuelta a España (Cudillero > Ponferrada)
- 2009

2ª tappa Presidential Cycling Tour of Turkey (Smirne > Kuşadası)
Vuelta a La Rioja

## Piazzamenti

### Grandi Giri
- Giro d'Italia

2009: ritirato (2ª tappa)
- Vuelta a España

2007: 23º
2008: 14º
2009: 23º
2010: 11º